# Gerhard Dorda
Gerhard Dorda (* 24. Mai 1932 in Troppau) ist ein deutscher Physiker und Komponist.

## Leben
Dorda ist Sudetendeutscher und wuchs in der Tschechoslowakei auf. Er wollte zunächst Musiker werden und studierte Komposition an der Prager Akademie für Musische Künste, was er aber aus politischen Gründen nicht beenden konnte. Er studierte danach Physik an der Karls-Universität Prag und war nach dem Diplom-Abschluss 1957 wissenschaftlicher Mitarbeiter am Institut für Festkörperphysik der Tschechoslowakischen Akademie der Wissenschaften in Prag, an der er 1964 promoviert wurde. 1967 emigrierte er mit seiner Familie in die Bundesrepublik Deutschland (zunächst als Humboldt-Stipendiat an der Universität Göttingen) und arbeitete ab 1968 als Physiker bei Siemens an deren Forschungslaboratorien in München in der Halbleitersystem-Entwicklung (Abteilung MOS-Silizium-Halbleiter), ab 1984 im Rang eines Direktors. 1994 verließ er Siemens und war seitdem Berater an der Universität der Bundeswehr in München.
1971 wies er Oberflächenquantisierungseffekte von Halbleitern zur Erklärung des piezoelektrischen Effekts in MOSFETs bei Raumtemperatur nach, die er auf ihre Tauglichkeit für Mikrophone untersuchen sollte.
Er ist mit Klaus von Klitzing (damals Würzburg) und Michael Pepper Ko-Autor der grundlegenden Arbeit zum Nachweis des Quanten-Hall-Effekts. Ausgangspunkt war damals die Untersuchung von störenden Oberflächenzuständen in MOS-Strukturen, deren Untersuchung Dorda begonnen hatte, für die er aber zunächst keine Finanzierung bei Siemens erhielt, da sie nicht zu unmittelbar verwertbaren Produkten führten.
Nach seiner Zeit bei Siemens wandte er sich fundamentalen Fragen der Physik zu, unter anderem auch Quanteneffekten und Einflüssen von Mond und Sonne in der Sinneswahrnehmung.
1986 wurde er mit der Wilhelm-Exner-Medaille ausgezeichnet. Er erhielt das Verdienstkreuz am Bande des Verdienstordens der Bundesrepublik Deutschland. Seit 1990 ist er ordentliches Mitglied der Naturwissenschaftlichen Klasse der Sudetendeutschen Akademie der Wissenschaften und Künste.

## Komponist & Werke
Als Komponist stammen von ihm Orchesterwerke, Vokalwerke und Kammermusik. Dafür erhielt er 1984 den Sudetendeutschen Kulturpreis für Musik.
- Ackermann und Tod (Oratorium; 1988)
- Missa Regina Pacis (Geistl. Chorwerk; 1979)
- Intrada Monacensis (1984)
- Pater noster (Kantate; 1983)
- Fantasia Capricciosa (Suite für Schlagzeug; 1981)
- Missa Viriditas Animi für 4-stimmigen gemischten Chor oder 3-stimmigen Fugalchor und Orgel
- Halleluja für Chor und Orgel: Chorwerke a cappella („Pax“, „Psalmus 150“, „Anima Christi“, „Motetten unserer Zeit“, „Vier Galgenlieder“), V: Tonger, Köln
- Klavier-Werke („Impression I & II“, „Expression I & II“, „Präludien“ u. a.)
- Lieder mit Klavier-Begleitung